# D小調觸技曲與賦格, BWV 565

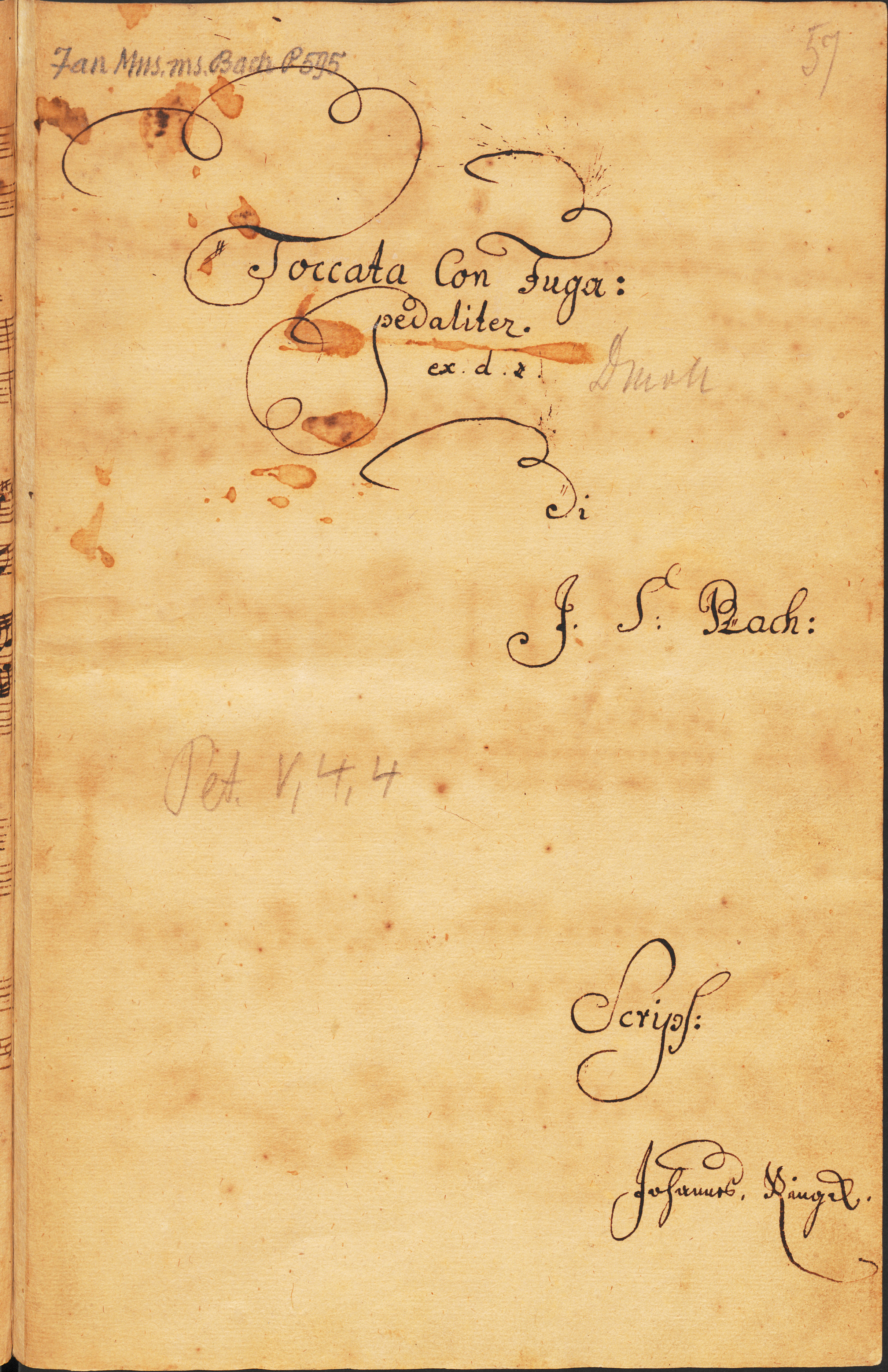
風琴家約翰尼斯·林克抄錄此曲的手稿封頁：此曲的原作手稿已散失，此為現存歷史最悠久的手稿

d小調觸技曲與賦格，作品号BWV 565為巴赫著名的作品，同時也是風琴作品中最傑出的作品之一。但自1980年代起有學者質疑此曲是否由巴赫本人所作。此曲亦有多個改編版本，如法國號、鋼琴、交響樂、弦樂四重奏等，也出現於各流行媒體中，包括迪士尼的幻想曲。

## 分析

### 來源

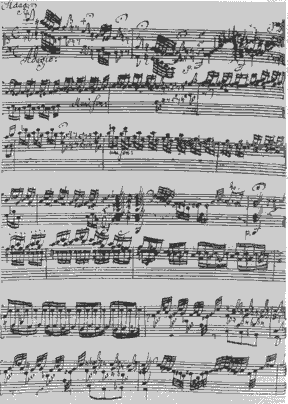
約翰尼斯·林克手抄本的第一頁

和大部分的巴赫風琴作品一樣，此曲沒有任何原作手稿留存至今，約翰尼斯·林克手抄本雖無標註日期，但為歷史最悠久的版本。林克除了創作少量作品，他亦因抄錄不同著名作家的作品而著名，如喬治·波姆、約翰·帕海貝爾、迪特里克·布克斯特胡德等。在林克的手抄本中已使用「觸技曲與賦格」（Toccata Con Fuga）的標題，及使用義大利速度用詞和音樂記譜法（如斷音、延音）。其後一些18世紀的手抄本皆在不同程度上參考上述版本。

### 風格
此曲有簡單的北德風格，具開放式的開首及結尾，除了曲中長長的宣敘調可能是參考約翰·海因里希·布特的創作手法。曲中部分的旋律則取自約翰·帕海貝爾的D小調幻想曲等曲目，而在賦格中使用其他人的旋律是巴赫時期中常用的創作手法。

### 觸技曲

The opening of J.S. Bach's Toccata and Fugue in D minor, BWV 565.

此曲第一部分為觸技曲，開首為一組平行的八度音和減七和弦琶音，其後形成D大調平行鍵。然後是三段短促的八度旋律，再以減七和弦的琶音轉回D小調。接着是一連串較隨意的樂段，並以A小調的踏板音作輔。最後以連續的三連音過渡到慢板結尾樂段。

### 賦格
此曲第二部分為四聲部賦格，主題以十六分音符組成。第二聲部比第一聲部高四度，而不是巴赫作品中尋常的五度，但高四度能令此曲變得更自然。當四個聲部全部呈現後，樂曲轉入降B大調，後又奏出結尾的裝飾奏，最終以慢板和弦作結。

## 作者
一般來說，此曲的作者皆被認為是巴赫本人，但一些學者卻質疑此說法。彼得·威廉在1981年發表文章指出此曲具有一些當時未出現或極少出現的作曲手法，如：
1. 托卡塔的開首為一組平行的八度音（獨有）
2. 下一聲部以高四度呈現（極少）
3. 以踏板獨奏出賦格主題（獨有）
4. 全曲只有簡單的和音，聲部的和音只有三度和六度的變換（巴赫作品中極少）
5. 全曲以 IV-I 小調和弦結束（極少）

以上理論被其他學者加以推演，他們認為作者最早應在18世紀初出生，在1730年代後（甚或1750年代後）才作此曲，令此曲的風格能得以解釋。學者大衛·韓福瑞提出作者可能是約翰·彼得·克爾納，他與巴赫家關係密切。
1981年的文章中彼得·威廉提出另一個可能性，此曲改編自一首沒有留存至今的小提琴作品，這可解釋作者為何沒為樂曲加入適合風琴演奏的和音。現今已知巴赫為兩首小提琴獨奏曲編風琴作品，如G小調第一奏鳴曲和E大調第三組曲。彼得·威廉嘗試用此曲還原成小提琴曲，並加以出版和舉行演奏
（彼得·威廉（A小調）小提琴曲的開首部分與賦格部分（页面存档备份，存于））。
此外也有其他人此曲還原成小提琴曲，亦有人認為此曲編自五弦大提琴作品。其他學者也曾作出詳細的研究，但現在仍未有一致的結論。

### 參照
1. ↑  .   [2013-01-19]. （原始内容存档于2013-06-18）.
2. 1 2  Williams 2003, 155.
3. ↑  Newman, Anthony. 1995. Bach and the Baroque: European Source Materials from the Baroque and Early Classical Periods with Special Emphasis on the Music of J.S. Bach, 181. Pendragon Press, 1995.
4. ↑  This paragraph and the next are a summary of Williams 1981.
5. ↑  Williams 2003, p. 156.
6. ↑  Humphreys 1982, pp. 216–217.
7. ↑  Rockwell, John. . New York Times. 1984-09-13  [2011-09-29]. （原始内容存档于2009-02-20）.
8. ↑  See Fox-Lefriche 2004.
9. ↑  Argent, Mark. 2000. Stringing Along. Musical Times, Autumn 2000.